# Große Burgstraße (Weißenfels)

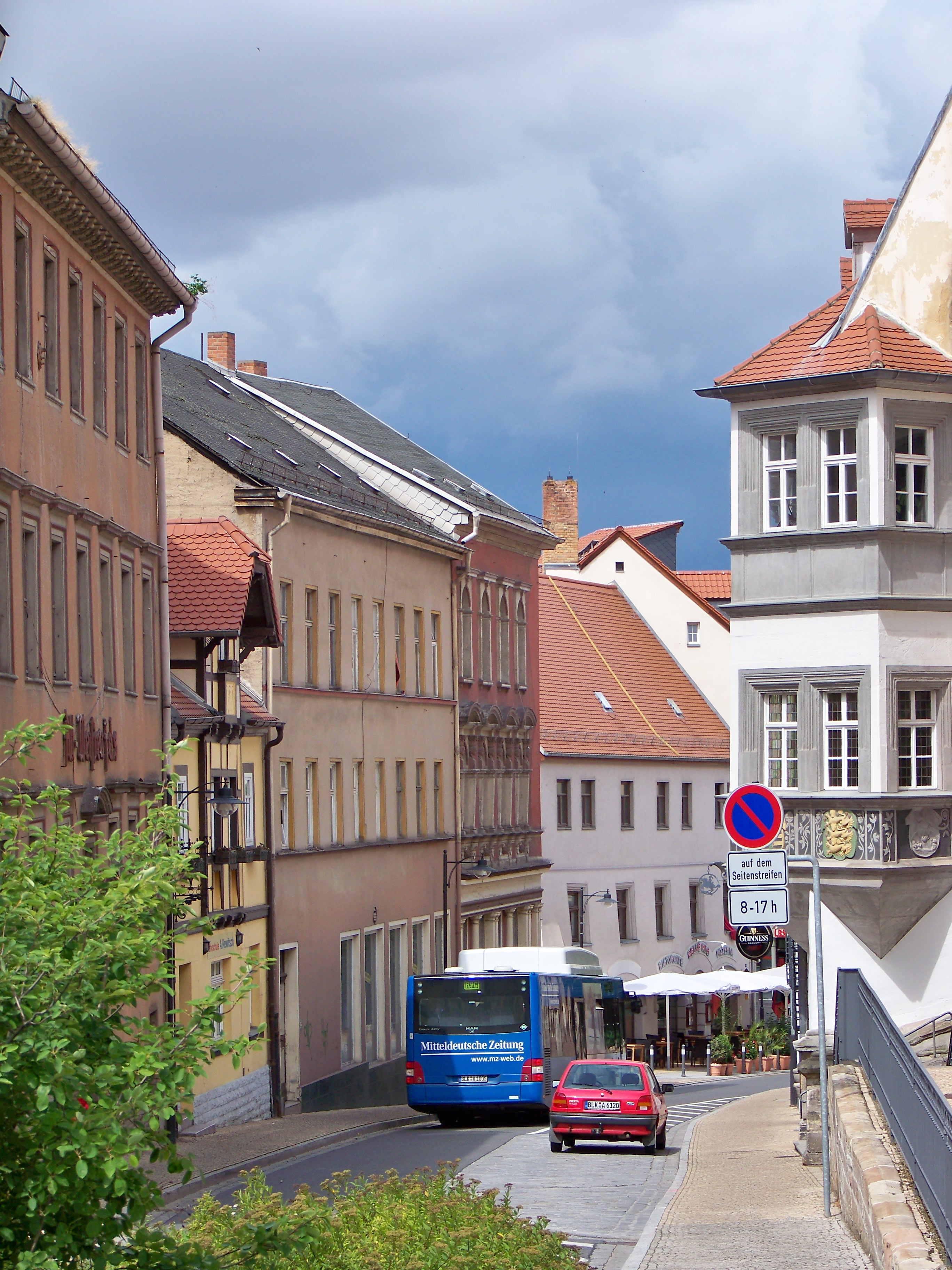
Große Burgstraße in Weißenfels

In der Großen Burgstraße der Stadt Weißenfels in Sachsen-Anhalt befindet sich ein Denkmalbereich. Im örtlichen Denkmalverzeichnis ist der Denkmalbereich verzeichnet.

## Allgemein
Der Straßenname verweist Große Burgstraße auf das Schloss Neu-Augustusburg. Die schmale Straße ist heute Einbahnstraße.

## Denkmalbereich
Der Denkmalbereich der Großen Burgstraße umfasst die Hausnummern 1, 2, 3, 4, 5, 6, 7, 8, 9, 10, 11, 12, 13, 14, 15, 16, 17, 18, 19, 20, 21, 22, 23, 24, 25, 26, 27, 28, 30 und 32. Obwohl die Hausnummern 1, 3, 4, 5, 10, 11, 12, 13, 14, 16, 19, 20, 22 und 30 Teil des Denkmalbereiches sind, stehen diese Gebäude noch einmal gesondert unter Denkmalschutz.

### Hausnummer 1
Das Gebäude mit der Hausnummer 1, der ehemalige Gasthof Zum dreyen Schwanen, wird heute als Wohn- und Geschäftsgebäude genutzt.

### Hausnummer 19
Unter der Adresse Große Burgstraße 19 befindet sich das ehemalige Gasthaus Alt-Weißenfels. Das Gebäude steht heute leer.

### Hausnummer 22
Die Hausnummer 22 trägt das Geleitshaus Weißenfels, in dem einst Soldaten zu Geleit angeheuert wurden. In dem Gebäude wurde der Leichnam des getöteten schwedischen Königs Gustav II. Adolf seziert und einbalsamiert, bevor er nach Schweden gebracht wurde. Heute befinden sich in dem Gebäude ein Irish Pub und ein Museum. Das Obduktionszimmer kann besichtigt werden.